# Мелаурі
Мелаурі (груз. მელაური) — село в Грузії.
За даними перепису населення 2014 року в селі проживає 217 осіб.